# Danse traditionnelle
 (octobre 2023).
Si vous disposez d'ouvrages ou d'articles de référence ou si vous connaissez des sites web de qualité traitant du thème abordé ici, merci de compléter l'article en donnant les références utiles à sa vérifiabilité et en les liant à la section « Notes et références ».

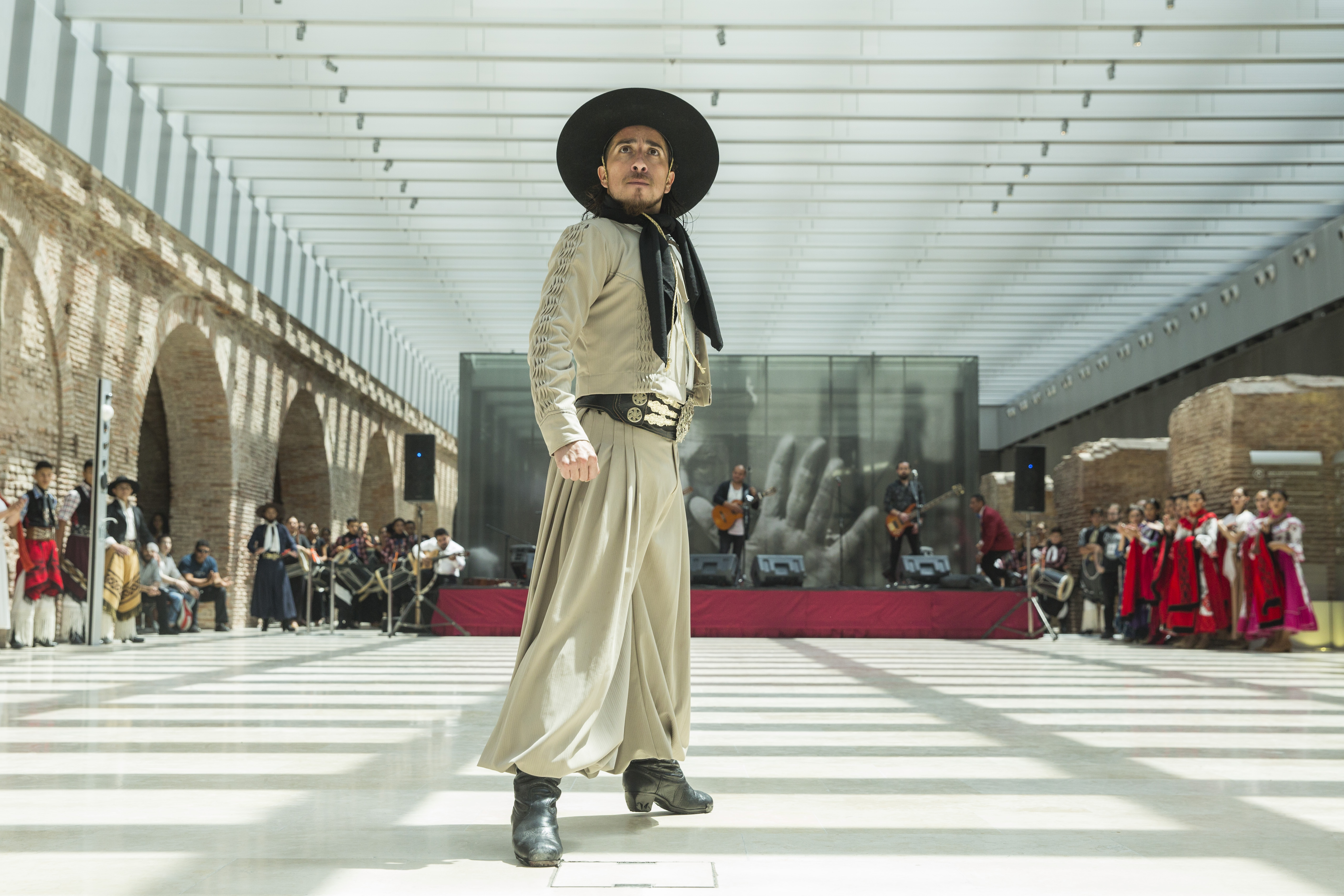
Un danseur de malambo.

La danse traditionnelle se réfère au répertoire chorégraphique essentiellement rural, par opposition au répertoire citadin, comme la danse de théâtre ou la danse de société.
Le terme de « danse traditionnelle » tente de réconcilier des concepts très divers, apparus au fil du temps, comme danse nationale (principalement au XIXe siècle), danse folklorique (le synonyme le plus fréquent après la Seconde Guerre mondiale), danse ethnique (davantage préoccupée des danses extra-européennes) ou danse populaire (mêlant danse de ville et de campagnes).

## Le concept de «danse traditionnelle»

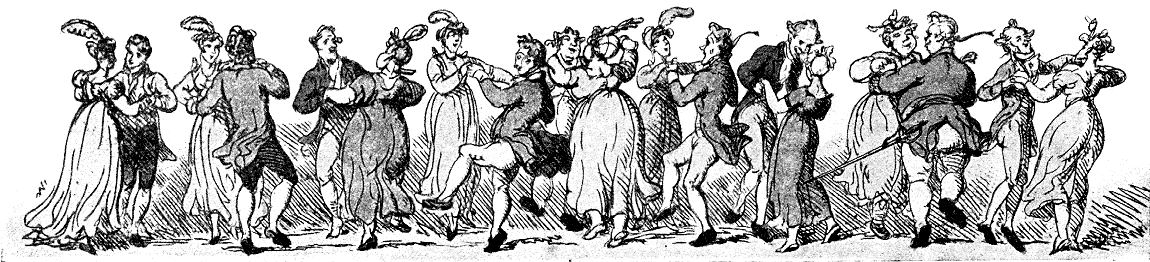
Le caricaturiste Thomas Rowlandson représente dans ce dessin une danse populaire, en donnant un trait satirique pour la plupart des couples formés (vers 1795-1800).

Apparu dans le sillage des années folk, le terme désigne les danses propres à une région, à un village, voire à une communauté, transmises (latin tradere) par voie orale ou d'imitation, autant que les danses « remises » en scène par les « groupes folkloriques » d'aujourd'hui. Cette ambiguïté est double :
- d'une part, le décalage entre la « tradition » et la « modernité » a conduit progressivement à une perte de sens des fonctions de la danse traditionnelle : une danse traditionnelle représentée hors de son contexte perd son sens premier, qui est la cohésion du groupe social ;
- d'autre part, les groupes folkloriques ont probablement évité que certaines danses traditionnelles tombent dans l'oubli, faute de transmission quand l'évolution de la société a supprimé les occasions de danser (bals). La conservation et/ou les travaux de recherche ont permis de conserver une mémoire historique.

## Danse nationale
Expression née au XIXe siècle pour qualifier le répertoire chorégraphique correspondant aux aspirations des nouvelles nations européennes. Tout comme la musique et les autres arts, la danse a servi à définir l'appartenance d'un peuple à une culture commune, souvent fabriquée pour des raisons de « propagande » nationale.
Durant la période romantique, de nombreuses nations naissantes ont mis à l'honneur leurs danses traditionnelles pour renforcer la cohésion sociale. On a vu naître ainsi la danse de caractère, sorte d'universalisation des danses nationales (ex. : on parlait de la danse espagnole, la danse russe, etc.). Cette tendance s'est atténuée au fil du temps et, au milieu du XXe siècle, on préfère parler de danse folklorique.
Depuis les recherches ethnochorégraphiques, entamées dans les années 1970, on regroupe plus volontiers ce patrimoine sous le vocable de danse traditionnelle.

## Danse folklorique
Expression née à l'entre-deux-guerres sur le modèle anglo-saxon de folk dance. C'est Arnold van Gennep qui définit le premier, en 1924, le folklore dans la sphère culturelle francophone. Le folklore est littéralement la science du peuple : étymologiquement, « folk » vient du germanique peuple (provenant du latin vulgus) et « lore » du saxon connaissance (cf. allemand lehren et anglais learn).
Suivant le mouvement folk, à partir des années 1960, la terminologie s’est progressivement déplacée vers « danse folk », la terminologie de « danse folklorique » étant plutôt utilisée pour désigner la pratique des groupes d’arts et traditions populaires (ou groupes folkloriques), qui valorisent le répertoire au travers de spectacles chorégraphiés, exécutés en costumes traditionnels et décrivant la plupart du temps des scènes de la vie de l’ancienne société traditionnelle.

## Danse ethnique

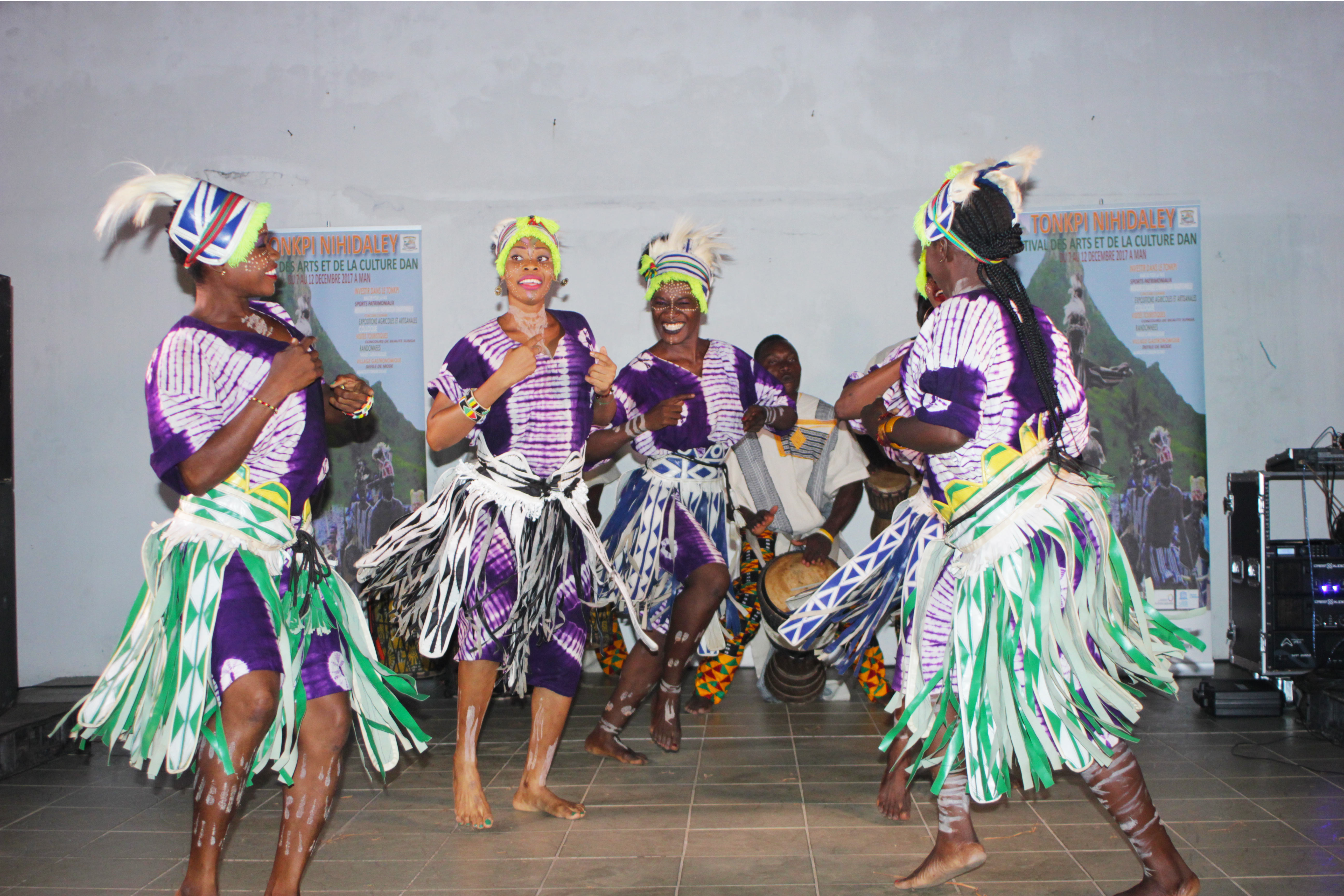
Des danseuses de « temate » (danse originaire de l'Ouest de la Côte d'Ivoire)

Tomaté est une danse ethnique qui est dansée spécialement par les jeunes filles en honneur de la récolte de riz. Les danses Ethniques en Afrique subsaharienne (Afrique noire) sont souvent liées aux rythmes. La danse des chasseurs exécutée par  les chasseurs surtout le soir autour du feu après la chasse.
Ce vocable, désigne généralement des danses extra-européennes, souvent par opposition aux danses populaires ou folkloriques, qui s'appliquent davantage aux danses traditionnelles d'Europe.

## Danse populaire

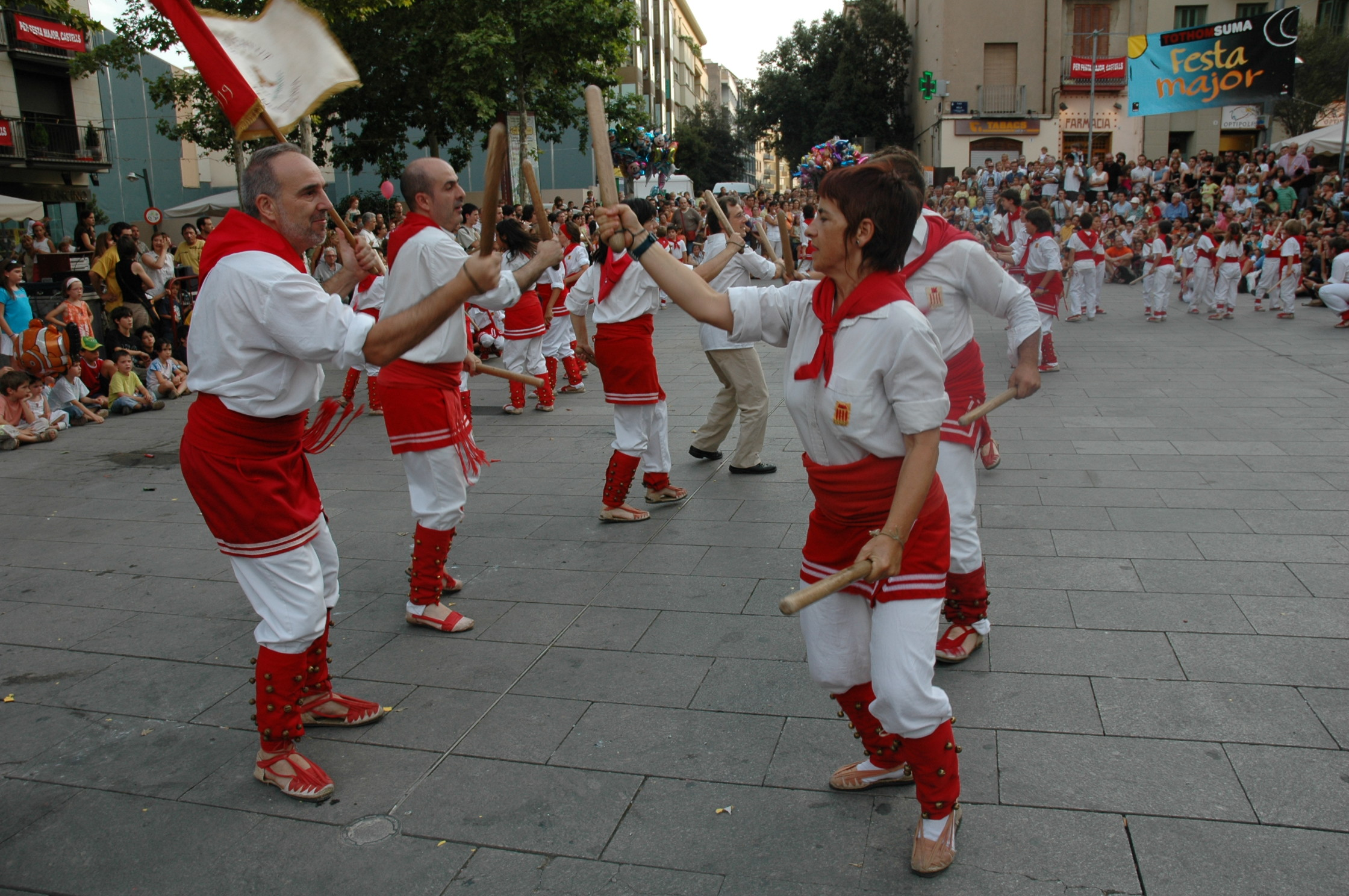
Dance des bâtons Catalogne

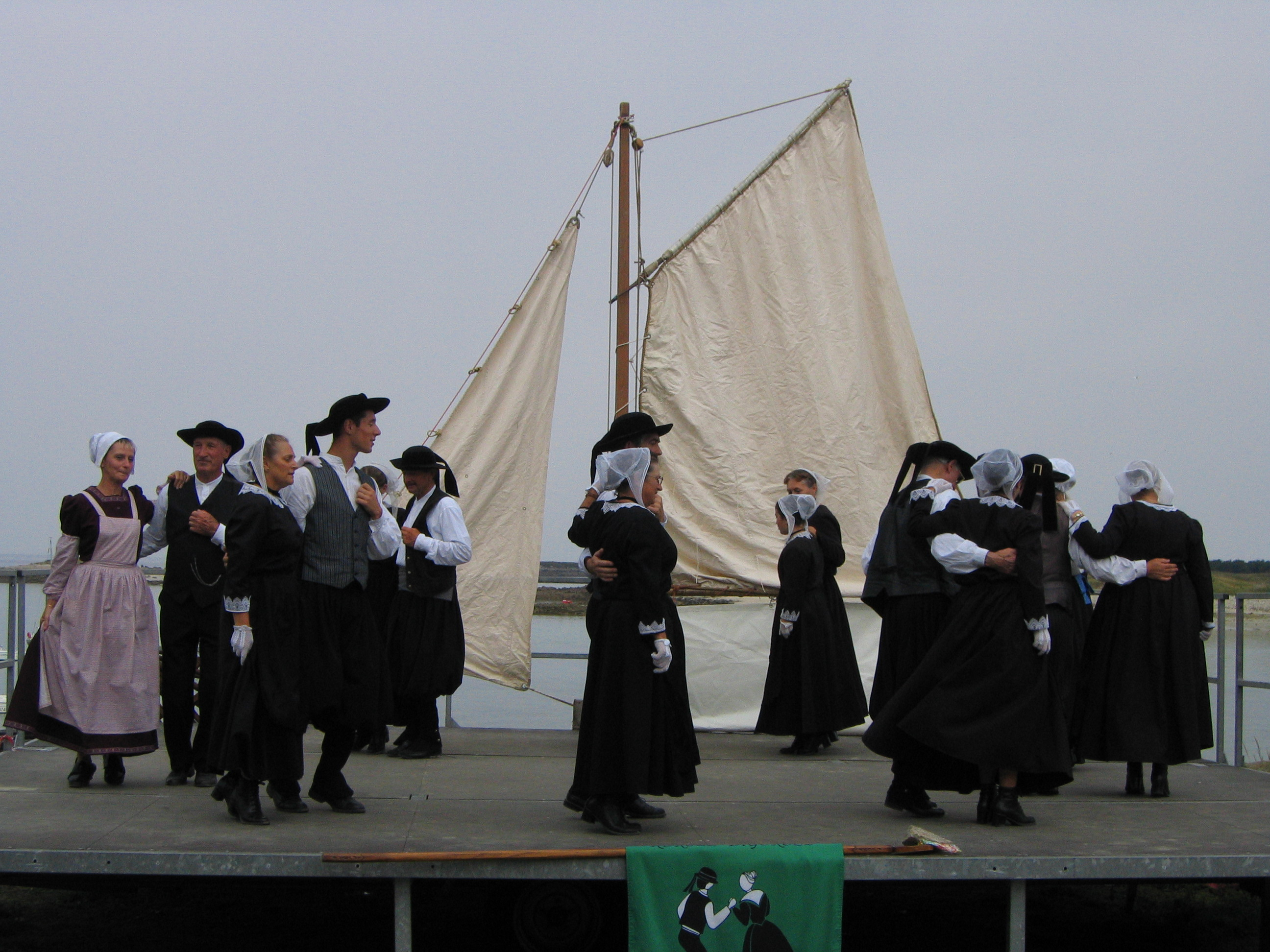
Groupe de danse folklorique breton en spectacle

Parfois synonyme de danse folklorique ou de danse traditionnelle, ce vocable désigne l'ensemble des danses de bal qui se pratiquent encore, de nos jours, dans tous types de milieu social et urbain.

## Quelques aspects communs aux danses traditionnelles
Les danses traditionnelles font presque toutes parties d'un fonds commun européen qui prend sa source au Moyen Âge : la carole, la basse danse et surtout le branle font partie, à l'origine, de la plupart de nos danses traditionnelles. Se diversifiant tantôt en danses collectives (en chaîne ouverte ou fermée), tantôt en danses de couples, tantôt encore en danses solistes (d'hommes ou de femmes), les danses traditionnelles connaissent des formes régionales, voire locales, qui les distinguent l'une de l'autre.
Certaines danses portent le nom du village dont elles sont issues, d'autres celui de la région, d'autres, enfin, ont parcouru les siècles de manière invariable depuis leur apparition. La plupart des danses peuvent être rattachées à une « famille » particulière.

## Analyse des danses traditionnelles
Les ethnochorégraphes et les folkloristes distinguent plusieurs angles d'analyse des danses traditionnelles :
- l'analyse fonctionnelle examine le contenu de la danse, sa fonction et son rôle dans la société ;
- l'analyse musicale étudie les données rythmiques, le tempo, les accents de la musique et des appuis ;
- l'analyse morphologique étudie les règles de construction, les rapports entre la musique et la danse, les composantes du mouvement, sa dynamique, l'occupation spatiale de la danse et des danseurs ;
- l'analyse structurelle étudie les éléments cinétiques qui composent une danse, une figure, une suite de pas, un pas. Elle tente de décomposer une danse en unités indivisibles, comme le phonème en linguistique.

L'étude comparative des danses à travers ces diverses approches permet de dégager des comparaisons de répertoires chorégraphiques que tout semble séparer. Ainsi, l'an dro breton et le branle double de la Renaissance, ou la polka et le malhão (en) portugais.